# Günter Zehm
Günter Albrecht Zehm, född 12 oktober 1933 i Crimmitschau, död 1 november 2019, var en tysk publicist, politisk dissident i DDR och filosof. Från 1993 var han hedersprofessor i filosofi vid Jenas universitet. Zehm har varit medarbetare vid tagstidningen Die Welt. Från 1995 var han kolumnist vid den högerorienterade veckotidningen Junge Freiheit.